# Нескінченний вузол

Одна з поширених форм нескінченного вузла

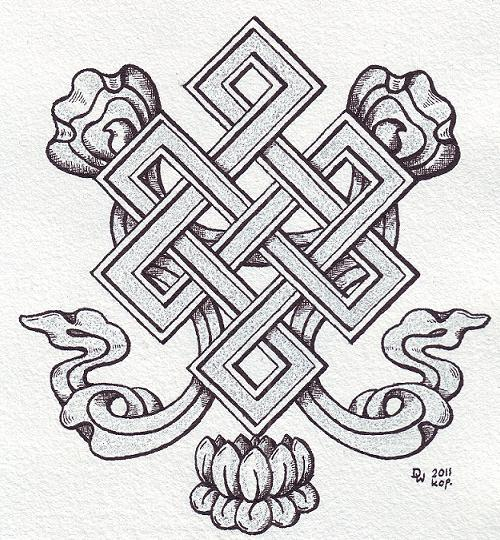
Більш декоративна форма

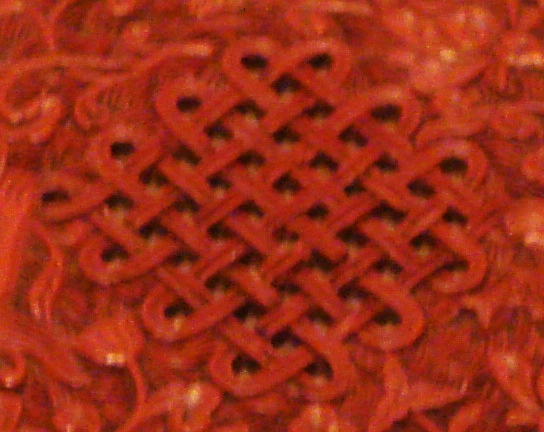
Складніша форма з лакованого китайського блюда віком бл. 400 років.

Нескінченний або вічний вузол (англ. endless knot, eternal knot, шріватса санскр. Shrivatsa; тиб. དཔལ་ བེའ ུ་།;[Dpal be'u]) — це символічний вузол та один з Восьми Сприятливих Символів. Це важливий культурний маркер у місцях значного впливу тибетського буддизму, напр. Тибеті, Непалі, Бутані, Монголії, Туві, Калмикії та Бурятії. Він також присутній у китайському мистецтві та використовується у китайських вузлах.

## Історія
Нескінченний вузол зображений на глиняних табличках цивілізації долини Інду (2500 р. до н. е.) та на написі історичної епохи.

## Значення

### Буддизм
Нескінченний вузол успіху має значення  «переплетення духовного шляху, потоку часу та руху у вічному». Все суще обмежене часом та зміною, однак наприкінці спокійно спочиває у божественному та вічному». 
Різні трактування символу також включають:
- вічний простір розуму;
- Самсари, тобто нескінченний цикл страждань або народження, смерть та повторне народження у тибетському буддизмі;
- сплетіння мудрості та співчуття;
- взаємодію  протилежних сил у дуалістичному світі їх вираження, яка веде до їх поєднання та врешті-решт гармонії у всесвіті;
- взаємозалежність релігійної доктрини та світських справ;
- поєднання мудрості та методу;
- неподільність порожнечі та залежної організації, які є основою реальності існування;
- поєднання предків та всюдисущості (в етимології Тантри, Йоги та релігії) (Namkha);
- оскільки вузол не має початку та кінця, він також представляє мудрість Будди.

### Індуїзм
В індуїзмі Шріваца згадується як «пов'язаний із Шрі», тобто богинею Лакшмі. Це знак на грудях Вішну, де проживає його дружина Лакшмі. Відповідно до Пурани Вішну, десятий аватар Вішну, Калкі, буде носити знак Шріваца на грудях. Це одне з імен Вішну у Вішну Сахасранам. Шріваца вважається сприятливим символом в Андхра-Прадеш, Телангана, Таміл Наду і Карнатака.

### Джайнізм
У джайнізмі це один із восьми сприятливих предметів, астамангала, проте зустрічається лише в секті Светамбара. Його часто знаходять на скринях 24 тіртханкар. Його частіше називають Шріваца.

## Математика та інші культури
|                     |  |                         |
| Кельтський 74 вузол |  | Унікурсальна гексограма |

Простий буддистський нескінченний вузол відповідає математичному вузлу «74» (тобто вузлу, який має сім перехрещень), та відповідно топологічно еквівалентний 74-вузлам інших культур, наприклад кельтському вузлу чи унікурсальній гексаграмі окультизму (гексаграмі, яку можна намалювати безвідривно).

### Відео
- Drawing The Endless Knot на YouTube 3"03'